# Foshan Tigers
I Foshan Tigers sono una squadra di football americano di Foshan, in Cina. Nati come Guangzhou Tigers, si sono trasferiti a Foshan nella stagione 2017.

## Dettaglio stagioni

### Tornei nazionali

#### Campionato

##### AFLC/CNFL
| Stagione | regular season | regular season | regular season | regular season | regular season | regular season | playoff | playoff | playoff | playoff | playoff | playoff          | playoff            |
|          | Vin            | Par            | Per            | Tot            | PF             | PS             | Vin     | Per     | Tot     | PF      | PS      | risultato        | avversaria         |
| -------- | -------------- | -------------- | -------------- | -------------- | -------------- | -------------- | ------- | ------- | ------- | ------- | ------- | ---------------- | ------------------ |
| 2015     | 2              | 0              | 2              | 4              | 109            | 91             | 0       | 1       | 1       | 0       | 62      | Quarti di finale | Hong Kong Warhawks |
| 2016     | 2              | 0              | 2              | 4              | 71             | 48             | 1       | 1       | 2       | 51      | 32      | Semifinale       | Shanghai Titans    |
| 2017     | 3              | 0              | 1              | 4              | 41             | 31             | 0       | 1       | 1       | 21      | 28      | Quarti di finale | Chengdu Pandaman   |
| 2018     | 3              | 0              | 1              | 4              | 108            | 37             | 1       | 1       | 2       | 9       | 24      | Quarti di finale | Shanghai Titans    |
| 2019     | 3              | 0              | 2              | 5              | 50             | 50             | 1       | 1       | 2       | 33      | 74      | Quarti di finale | Wuhan Berserkers   |
| 2020     | 1              | 0              | 3              | 4              | 28             | 79             | -       | -       | -       | -       | -       | -                | -                  |
| Totale   | 14             | 0              | 11             | 25             | 407            | 336            | 3       | 5       | 8       | 114     | 220     |                  |                    |

Fonti: Enciclopedia del Football - A cura di Roberto Mezzetti

### Riepilogo fasi finali disputate
| Anno             | Luogo | Evento | Fase del torneo  | Incontro                              | Risultato |
| 28 novembre 2015 |       | AFLC   | Quarti di finale | Hong Kong Warhawks - Guangzhou Tigers | 62 - 0    |
| 17 dicembre 2016 |       | AFLC   | Semifinale       | Guangzhou Tigers - Shanghai Titans    | 23 - 24   |
| 26 novembre 2017 |       | AFLC   | Quarti di finale | Chengdu Pandaman - Foshan Tigers      | 28 - 21   |
| 1º dicembre 2018 |       | AFLC   | Quarti di finale | Shanghai Titans - Foshan Tigers       | 24 - 8    |
| 30 novembre 2019 |       | CNFL   | Quarti di finale | Wuhan Berserkers - Foshan Tigers      | 52 - 8    |